# Manuel Delgado Barreto

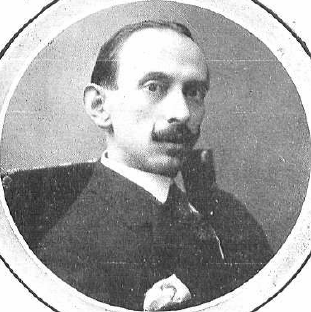
Manuel Delgado Barreto

Manuel Delgado Barreto (1879–1936) foi um jornalista espanhol e político de extrema direita. Durante a Guerra Civil Espanhola, foi fuzilado pela facção republicana.

## Início de carreira
Delgado fundou a revista literária Gente Nueva e o jornal La Opinión . Em 1901 passou a viver em Madrid, ocupando o cargo de redactor do El Globo. Delgado mais tarde mudou-se para La Correspondencia de España, onde usou o pseudónimo de "Taf".